# Верхняя Ёрга
Верхняя Ёрга (Ерха) — река в России, протекает по территории Великоустюгского района Вологодской области. Устье реки находится в 53 км по левому берегу реки Сухона. Длина реки составляет 140 км, площадь водосборного бассейна — 1270 км².

## Общие сведения
Исток Верхней Ёрги находится близ границы с Архангельской областью, в 4 км к северо-востоку от посёлка и одноимённой ж/д станции Ломоватка. Река течёт в верховьях на запад, затем поворачивает на юг, а в нижнем течении после устья Кандарсы течёт на юго-восток. Река принимает многочисленные притоки, обеспечивающие сток из обширных болот региона. Крупнейшие притоки — Кундерза и Кандарса (правые); Арбеж и Нартица (левые). Русло — извилистое.
Большая часть течения реки расположена в ненаселённом лесе. В среднем течении в районе впадения Алешины и Нартицы на берегах два жилых населённых пункта — посёлок Пихтово справа от реки и деревня Илатовская слева (оба — Ломоватское сельское поселение). В нижнем течении около впадения в Сухону — покинутая деревня Тишино и деревня Большое Вострое (1 постоянный житель).

## Притоки
Притоки перечислены по порядку от устья к истоку.
- Боровая (лв)
- Ольшанка (пр)
- 28 км: Кундерза (пр)
- 36 км: Кандарса (пр)
- Малая Кандарса (пр)
- 41 км: Барачиха (лв)
- 45 км: Кичуга (лв)
- Кузина (пр)
- 57 км: Арбеж (лв)
- Луговая (лв)
- 75 км: Нартица (лв)
- 80 км: Алешина (лв)
- 85 км: Крутиха (лв)
- 120 км: Ломоватка (лв)

## Гидрология
По данным наблюдений с 1977 по 1985 годы среднегодовой расход воды в районе посёлка Пихтово (82 км от устья) составляет 2,76 м³/с, наибольший приходится на май, наименьший — на период с января по март.
| Средний расход воды (м³/с) реки Верхняя Ёрга по месяцам с 1977 по 1985 гг. (замеры производились на гидрологическом посту в районе посёлка Пихтово в 82 км от устья) |

## Данные водного реестра
По данным государственного водного реестра России и геоинформационной системы водохозяйственного районирования территории РФ, подготовленной Федеральным агентством водных ресурсов:
- Бассейновый округ — Двинско-Печорский
- Речной бассейн — Северная Двина
- Речной подбассейн — Малая Северная Двина
- Водохозяйственный участок — Малая Северная Двина от начала реки до впадения реки Вычегды без рек Юг и Сухона (от истока до Кубенского г/у)